# SIL 오픈 폰트 라이선스
SIL 오픈 폰트 라이선스(SIL Open Font License), 공개 폰트 라이선스(Open Font License, OFL)는 국제 SIL에서 만든 자유 소프트웨어/오픈 소스 라이선스이다. 글꼴을 단독으로 판매하는 것을 금지하는 조항이 있어 GPL과는 호환되지 않지만 글꼴을 다른 프로그램과 함께 배포하거나 판매하는 것은 허용된다.

## 폰트
- Gugi(구기체)
- 나눔글꼴
- 본고딕
- 본명조
- STIX 글꼴
- 배달의 민족글꼴
- 프리텐다드 (Pretendard)
- 프리텐다드 거브 (Pretendard GOV)

## 같이 보기
- 백묵글꼴
- 은 글꼴
- OCR-A
- OCR-B
- 한글 글꼴
- 오픈 소스 유니코드 서체